# Hypselothyrea truncata
Hypselothyrea truncata är en tvåvingeart som beskrevs av Toyohi Okada 1980. Hypselothyrea truncata ingår i släktet Hypselothyrea och familjen daggflugor.
Artens utbredningsområde är Thailand. Inga underarter finns listade i Catalogue of Life.